# Movimiento del Cuatro de Mayo
El Movimiento del Cuatro de Mayo (chino tradicional: 五四運動, chino simplificado: 五四运动, pinyin: Wǔ Sì Yùndòng) fue un movimiento social chino, surgido a raíz de las protestas de los estudiantes frente a la Puerta de Tiananmén de Pekín el 4 de mayo de 1919.

## Las protestas del cuatro de mayo
Las protestas en Pekín se desencadenaron por lo que muchos chinos percibían como condiciones humillantes del Tratado de Versalles, que puso fin a la Primera Guerra Mundial. Aunque China, en su condición de aliado de las potencias vencedoras de la Gran Guerra, pertenecía en teoría al bando ganador, la debilidad del gobierno de la República de China en aquel momento supuso la cesión a Japón de numerosos privilegios comerciales en Shandong (anteriormente concedidos a Alemania) y Manchuria. Estas concesiones a Japón despertaron un profundo sentimiento antijaponés que se tradujo en protestas en todo el país y una manifestación masiva de unos 3000 estudiantes que abarrotaron la, por aquel entonces pequeña, Plaza de Tian'anmen, frente a la  puerta homónima de la Ciudad Prohibida de Pekín. Los estudiantes coreaban lemas en los que se pedía el rechazo a las Veintiuna exigencias japonesas, y la negativa a firmar el Tratado de Versalles. El gobierno de la República en Pekín procedió a disolver las protestas y detuvo a numerosos estudiantes, provocando disturbios y protestas en numerosas ciudades de China.

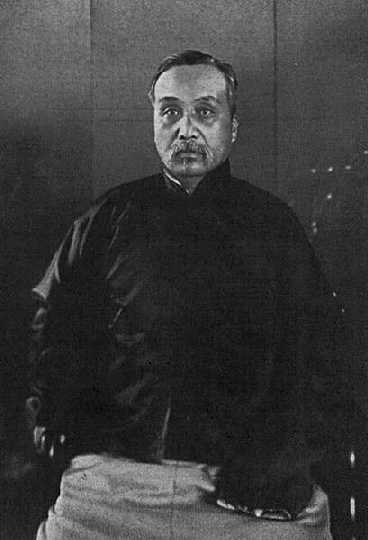
El presidente Xu Shichang que defendió la represión de las protestas y la aceptación del tratado de paz de Versalles a pesar de los perjuicios para China pero hubo de ceder a las reclamaciones de los manifestantes.

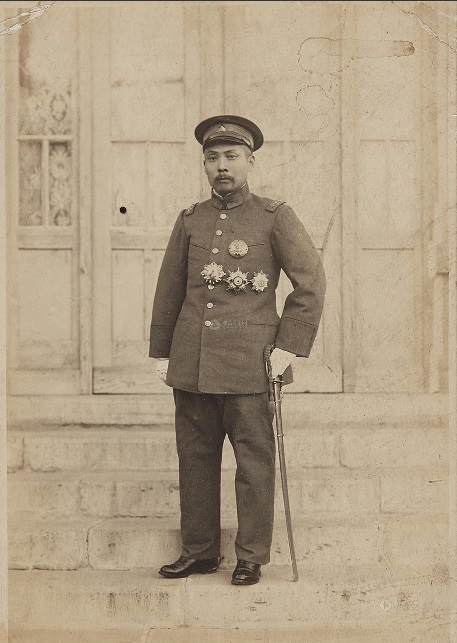
Duan Qirui, que controlaba el parlamento e indirectamente el gobierno, sufrió el desprestigio de ser acusado de haber causado la derrota diplomática china ante Japón por su cercanía y concesiones a este.

El presidente Xu Shichang y el primer ministro se opusieron al movimiento, considerando negativo para China retirarse de la Conferencia de Paz de París y las manifestaciones meros disturbios. Xu respaldó públicamente a los 3 delegados chinos que la multitud vilipendiaba. Los antiguos aliados de Xu en el parlamento, sin embargo, decidieron usar las protestas para desprestigiar a su adversario, Duan Qirui, dirigente de la camarilla de Anhui, acusándole de projaponés y de haber causado el perjuicio al país en la conferencia de paz. La camarilla dudó en cómo afrontar las protestas, intentando a la vez distanciarse de los delegados denunciados por los manifestantes y tratando de mantener el orden público en la capital. El gabinete presentó la dimisión por las protestas pero esta no fue aceptada y obtuvo el respaldo oficial, permaneciendo en el cargo.
El 19 de mayo de 1919, ante el aumento de las protestas, el gobierno se avino a destituir a los 3 delegados, mientras aún insistía en la necesidad de suscribir el tratado de paz. El 10 de junio la camarilla publicó su nueva postura ante el tratado: viéndose identificada como la responsable de las condiciones desfavorables, anunció su intención de seguir "el sentir popular", incurriendo en el disgusto del presidente, que vio como perdía el apoyo de la principal fracción parlamentaria y su postura quedaba implícitamente censurada. El tratado quedaba sin posibilidad de ser ratificado en el parlamento y el presidente y el gobierno presentaron al día siguiente su dimisión. Duan, que no deseaba tomar la presidencia en aquellos momentos de crisis interna, decidió respaldar públicamente al presidente, que se mantuvo en el cargo. A pesar de la decisión de Xu de firmar el tratado de paz, finalmente los delegados no lo hicieron, no se sabe si por iniciativa propia desobedeciendo las órdenes del presidente o por habérselo impedido manifestantes chinos en París.
Las exigencias de los estudiantes quedaron entonces satisfechas y el movimiento quedó disuelto oficialmente, sufriendo el golpe final el poder del presidente, que se convirtió en una mera figura de entonces hasta su relevo años después.

## Trasfondo social del movimiento
Las protestas del 4 de mayo fueron un reflejo de transformaciones muy profundas que se estaban produciendo en la sociedad china. La creciente industrialización del país y la mejora en el sistema educativo provocaron un crecimiento de la clase media urbana que veía con preocupación el estado de crisis nacional en que se encontraba el país.

## Aspectos políticos y culturales del movimiento

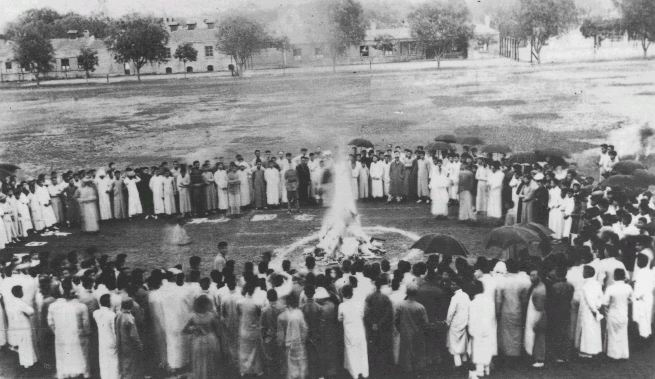
Estudiantes chinos queman productos japoneses en señal de protesta por el mantenimiento del control de Japón sobre la península de Shandong.

Dos de los aspectos más relevantes del movimiento fueron el político y el literario. En el ámbito político, el Movimiento del Cuatro de Mayo supuso la consolidación de las ideas revolucionarias reformistas del  Guomindang (Wade-Giles, Kuomintang) de Sun Yatsen, en el que muchos chinos veían la única posibilidad de lograr la reunificación nacional. También aumentaron los adeptos al movimiento comunista liderado por Chen Duxiu y Li Dazhao. Gracias al apoyo de la Unión Soviética a través de la organización comunista internacional Komintern, Chen y Li, junto a otros colaboradores, fundarían el Partido Comunista Chino en Shanghái en 1921. Las relaciones entre estos dos partidos, el Guomindang y el Partido Comunista, marcarían de manera crucial el desarrollo político posterior de China.
En el ámbito literario, el ímpetu reformista se manifestó en el éxito del movimiento en favor del uso de la lengua vernácula en la literatura, que había sido defendido por el intelectual Hu Shih en un famoso artículo en Nueva Juventud, la revista fundada por Chen Duxiu. El máximo exponente de la nueva literatura sería el novelista Lu Xun que, precisamente en Nueva Juventud, había publicado ya en 1918 su célebre obra "Diario de un loco".